# Haugsbygda
Haugsbygda är en tätort i Sande kommun i Møre og Romsdal fylke i västra Norge. Orten ligger vid fylkesväg 5868 på ön Gurskøya.